# 湘南學院
湘南学院（英語：Xiangnan University）是位于中华人民共和国湖南省郴州市的一所高等院校，是郴州市第一所本科公立大学。学院有王仙岭、北湖二个校区，以及湘南学院附属医院、郴州市第一人民医院、湘南学院附属康复医院三座直属医院。

## 沿革
1958年，郴州师专建立。1962年，郴州师专停办。1978年，中华人民共和国国务院批准恢复了郴州师专，以湖南师范学院郴州分院为校址。1989年，改名作郴州师范高等专科学校。
1950年，郴州地区卫生学校建立。1994年，郴州地区卫生学校升格为郴州医学高等专科学校，开设大学专科。
1979年，郴州地区教师进修学院建立。1992年，郴州地区教师进修学院改名作郴州教育学院。
而湘南学院的历史最早可以追溯到1912年建立的湖南省立第三女子师范学校。1926年，改名作湖南省立第三初级中学。1928年，再改名為湖南省立第六中学，1934年改名为湖南省立衡阳女子中学。1941年，扩建为湖南省立第三师范学校。1945年，与湖南省立第二师范学校、湖南省立第十一师范学校一起并入成了湘南联合师范。1945年，学校又扩建作湖南省立第三师范学校。1953年，学校改名作郴州师范学校，2003年，湖南省人民政府批准其并入郴州师范高等专科学校。同年4月，中华人民共和国教育部同意郴州师范高等专科学校、郴州医学高等专科学校以及郴州教育学院合并，建立湘南学院。
2013年，学院举行了百年校庆。
2023年，学院举办了“办学百年、本科教育二十周年”庆典。

## 办学条件
截至2024年5月，该校设有两个校区，分别为主校区和北湖校区，19个二级学院，开设50个本科专业

## 文化
- 校训：明德、博学、创新、笃行
- 校歌：《校园春光美》